# 新東名高速道路のトンネルと橋
新東名高速道路のトンネルと橋（しんとうめいこうそくどうろのトンネルとはし）では、新東名高速道路にあるトンネルと橋について記述する。

## トンネル・主な橋梁
- 凡例 : IC - インターチェンジ、SIC - スマートインターチェンジ、JCT - ジャンクション、SA - サービスエリア、PA - パーキングエリア。

### 本線
| トンネル・橋梁名称                | 名称の読み方           | 延長（上り線）   | 延長（下り線）   | 区間                          | 備考 |
| --------------------------------- | ---------------------- | ---------------- | ---------------- | ----------------------------- | --- |
| 新相模川橋                        | しんさがみがわ         | 622 m            | 622 m            | 海老名南JCT - 厚木南IC        | |
| 高取山トンネル                    | たかとりやま           | 3,855 m          | 3,902 m          | 伊勢原大山IC - 秦野丹沢SA/SIC | 出口までの距離をプロジェクションマッピングで表示する |
| 羽根トンネル                      | はね                   | 2,921 m          | 2,906 m          | 伊勢原大山IC - 秦野丹沢SA/SIC | 出口までの距離をプロジェクションマッピングで表示する |
| 小原トンネル                      | こばら                 | 630 m            | 666 m            | 秦野丹沢SA/SIC - 新秦野IC     | |
| 萱沼トンネル                      | かやぬま               | 1,363 m （予定） | 1,358 m （予定） | 新秦野IC - 山北SIC            | 供用時期未定 やどりき双扇橋を除き、トンネル・橋梁名称は仮称 |
| やどりき双扇橋 （仮称：中津川橋） | やどりきそうせんきょう | 277.5 m （予定） | 317.5 m （予定） | 新秦野IC - 山北SIC            | 供用時期未定 やどりき双扇橋を除き、トンネル・橋梁名称は仮称 |
| 高松トンネル                      | たかまつ               | 2,851 m （予定） | 2,864 m （予定） | 新秦野IC - 山北SIC            | 供用時期未定 やどりき双扇橋を除き、トンネル・橋梁名称は仮称 |
| 赤坂トンネル                      | あかさか               | 970 m （予定）   | 934 m （予定）   | 新秦野IC - 山北SIC            | 供用時期未定 やどりき双扇橋を除き、トンネル・橋梁名称は仮称 |
| 古宿トンネル                      | ふるやど               | 602 m （予定）   | 583 m （予定）   | 新秦野IC - 山北SIC            | 供用時期未定 やどりき双扇橋を除き、トンネル・橋梁名称は仮称 |
| 湯触トンネル                      | ゆぶれ                 | 2,145 m （予定） | 2,161 m （予定） | 新秦野IC - 山北SIC            | 供用時期未定 やどりき双扇橋を除き、トンネル・橋梁名称は仮称 |
| 河内川橋                          | こうちがわ             | 771m （予定）    | 692m （予定）    | 新秦野IC - 山北SIC            | 供用時期未定 やどりき双扇橋を除き、トンネル・橋梁名称は仮称 |
| 谷ヶ山トンネル                    | やがやま               | 2,721 m （予定） | 2,748 m （予定） | 山北SIC - 小山PA/SIC          | 供用時期未定 やどりき双扇橋を除き、トンネル・橋梁名称は仮称 |
| 湯船原トンネル                    | ゆぶねぱら             | 1,604 m （予定） | 1,610 m （予定） | 山北SIC - 小山PA/SIC          | 供用時期未定 やどりき双扇橋を除き、トンネル・橋梁名称は仮称 |
| 用沢トンネル                      | ようさわ               | 180 m （予定）   | 180 m （予定）   | 小山PA/SIC - 新御殿場IC       | 供用時期未定 やどりき双扇橋を除き、トンネル・橋梁名称は仮称 |
| 新御殿場高架橋                    | しんごてんば           |                  |                  | 新御殿場IC - 御殿場JCT        | |
| 今里トンネル                      | いまざと               | 777 m            | 774 m            | 御殿場JCT - 長泉沼津IC        | |
| 葛山トンネル                      | かずらやま             | 183 m            | 204 m            | 御殿場JCT - 長泉沼津IC        | |
| 千福トンネル                      | せんぷく               | 238 m            | 171 m            | 御殿場JCT - 長泉沼津IC        | |
| 桃園トンネル                      | ももぞの               | 295 m            | 302 m            | 御殿場JCT - 長泉沼津IC        | |
| 富沢トンネル                      | とみさわ               | 644 m            | 631 m            | 御殿場JCT - 長泉沼津IC        | |
| 沼津トンネル                      | ぬまづ                 | 597 m            | 657 m            | 駿河湾沼津SA/SIC - 新富士IC   | |
| 富士宮トンネル                    | ふじのみや             | 505 m            | 582 m            | 新富士IC - 新清水IC           | |
| 明星山トンネル                    | みょうじょうやま       | 407 m            | 379 m            | 新富士IC - 新清水IC           | |
| 新富士川橋                        | しんふじかわ           | 365 m            | 381 m            | 新富士IC - 新清水IC           | 2004年度土木学会田中賞受賞 |
| 富士川トンネル                    | ふじかわ               | 4,503 m          | 4,428 m          | 新富士IC - 新清水IC           | 2番目に長いトンネル |
| 芝川高架橋                        | しばかわ               | 461 m            | 461 m            | 新富士IC - 新清水IC           | 2003年度土木学会田中賞受賞 |
| 小河内トンネル                    | こごうち               | 1,409 m          | 1,599 m          | 清水PA - 新清水JCT            | |
| 清地トンネル                      | きよじ                 | 533 m            | 411 m            | 清水PA - 新清水JCT            | |
| 和田島トンネル                    | わだしま               | 1,116 m          | 1,119 m          | 清水PA - 新清水JCT            | |
| 伊佐布トンネル                    | いさぶ                 | 2,147 m          | 2,149 m          | 新清水JCT - 新静岡IC          | |
| 北沼上トンネル                    | きたぬまがみ           | 1,269 m          | 1,296 m          | 新清水JCT - 新静岡IC          | |
| 猿田川橋                          | さるたがわ             | 610 m            | 625 m            | 新清水JCT - 新静岡IC          | 2009年度土木学会田中賞受賞 |
| 巴川橋                            | ともえがわ             | 479 m            | 479 m            | 新清水JCT - 新静岡IC          | 2009年度土木学会田中賞受賞 |
| 新安倍川橋                        | しんあべかわ           | 1,736 m          | 1,745 m          | 新静岡IC - 静岡SA/SIC         | |
| 内牧高架橋                        | うちまき               | 1,048 m          | 1,024 m          | 新静岡IC - 静岡SA/SIC         | 2006年度土木学会田中賞受賞 |
| 内牧トンネル                      | うちまき               | 1,192 m          | 1,196 m          | 新静岡IC - 静岡SA/SIC         | 5本連続するため、入口の長さ表記の右側に 「n/5本」と記載されている |
| 羽鳥トンネル                      | はとり                 | 1,039 m          | 1,027 m          | 新静岡IC - 静岡SA/SIC         | 5本連続するため、入口の長さ表記の右側に 「n/5本」と記載されている |
| 新間第一トンネル                  | しんまだいいち         | 379 m            | 427 m            | 新静岡IC - 静岡SA/SIC         | 5本連続するため、入口の長さ表記の右側に 「n/5本」と記載されている |
| 新間第二トンネル                  | しんまだいに           | 491 m            | 257 m            | 新静岡IC - 静岡SA/SIC         | 5本連続するため、入口の長さ表記の右側に 「n/5本」と記載されている |
| 谷津トンネル                      | やつ                   | 800 m            | 822 m            | 新静岡IC - 静岡SA/SIC         | 5本連続するため、入口の長さ表記の右側に 「n/5本」と記載されている |
| 藁科川橋                          | わらしながわ           | 1,055 m          | 813 m            | 新静岡IC - 静岡SA/SIC         | 2003年度土木学会田中賞受賞 |
| 岡部トンネル                      | おかべ                 | 2,653 m          | 2,612 m          | 静岡SA/SIC - 藤枝岡部IC       | |
| 桂島高架橋                        | かつらしま             | 216 m            | 216 m            | 静岡SA/SIC - 藤枝岡部IC       | 2005年度土木学会田中賞受賞 |
| 助宗トンネル                      | すけむね               | 431 m            | 463 m            | 藤枝PA - 島田金谷IC           | |
| 寺島トンネル                      | てらじま               | 317 m            | 330 m            | 藤枝PA - 島田金谷IC           | 5本連続するため、入口の長さ表記の右側に 「n/5本」と記載されている |
| 大草トンネル                      | おおくさ               | 2,655 m          | 2,679 m          | 藤枝PA - 島田金谷IC           | 5本連続するため、入口の長さ表記の右側に 「n/5本」と記載されている |
| 尾川第一トンネル                  | おがわだいいち         | 441 m            | 510 m            | 藤枝PA - 島田金谷IC           | 5本連続するため、入口の長さ表記の右側に 「n/5本」と記載されている |
| 尾川第二トンネル                  | おがわだいに           | 451 m            | 459 m            | 藤枝PA - 島田金谷IC           | 5本連続するため、入口の長さ表記の右側に 「n/5本」と記載されている |
| 矢倉山トンネル                    | やくらやま             | 1,379 m          | 1,336 m          | 藤枝PA - 島田金谷IC           | 5本連続するため、入口の長さ表記の右側に 「n/5本」と記載されている |
| 新大井川橋                        | しんおおいがわ         | 959 m            | 915 m            | 藤枝PA - 島田金谷IC           | |
| 粟ヶ岳トンネル                    | あわがたけ             | 4,522 m          | 4,662 m          | 島田金谷IC - 掛川PA           | 別資料上り線4,527 m、下り線4,667 m、当路線最長トンネル |
| 倉真トンネル                      | くらみ                 | 536 m            | 664 m            | 掛川PA - 森掛川IC             | |
| 西郷トンネル                      | さいごう               | 734 m            | 1,169 m          | 掛川PA - 森掛川IC             | |
| 大和田トンネル                    | おおわだ               | 216 m            | -                | 掛川PA - 森掛川IC             | 上り線のみ |
| 平島トンネル                      | ひらしま               | 800 m            | 934 m            | 掛川PA - 森掛川IC             | |
| 新天竜川橋                        | しんてんりゅうがわ     | 1,585 m          | 1,585 m          | 遠州森町PA/SIC - 浜松浜北IC   | |
| 都田川橋                          | みやこだがわ           | 268 m            | 268 m            | 浜松SA/SIC - 浜松いなさJCT    | 2000年度土木学会田中賞受賞 |
| 三岳山トンネル                    | みたけやま             | 3,200 m          | 3,262 m          | 浜松SA/SIC - 浜松いなさJCT    | 上り線ジャスト3,200 m、3番目に長いトンネル（暫定） |
| 引佐トンネル                      | いなさ                 | 1,497 m          | 1,519 m          | 浜松SA/SIC - 浜松いなさJCT    | |
| 鳳来トンネル                      | ほうらい               | 2,528 m          | 2,469 m          | 浜松いなさJCT - 新城IC        | 2016年2月13日供用開始 雁峰第一トンネルから観音山トンネルまでは9本連続するため、 入口の長さ表記の右側に「n/9本」と記載されている また、トンネル全てとほとんどの橋は静岡県内の本線と異なり 片側2車線で建設されている。 |
| 乗本トンネル                      | のりもと               | 775 m            | 746 m            | 浜松いなさJCT - 新城IC        | 2016年2月13日供用開始 雁峰第一トンネルから観音山トンネルまでは9本連続するため、 入口の長さ表記の右側に「n/9本」と記載されている また、トンネル全てとほとんどの橋は静岡県内の本線と異なり 片側2車線で建設されている。 |
| 雁峰第一トンネル                  | がんぼうだいいち       | 582 m            | 590 m            | 長篠設楽原PA - 岡崎東IC       | 2016年2月13日供用開始 雁峰第一トンネルから観音山トンネルまでは9本連続するため、 入口の長さ表記の右側に「n/9本」と記載されている また、トンネル全てとほとんどの橋は静岡県内の本線と異なり 片側2車線で建設されている。 |
| 雁峰第二トンネル                  | がんぼうだいに         | 798 m            | 808 m            | 長篠設楽原PA - 岡崎東IC       | 2016年2月13日供用開始 雁峰第一トンネルから観音山トンネルまでは9本連続するため、 入口の長さ表記の右側に「n/9本」と記載されている また、トンネル全てとほとんどの橋は静岡県内の本線と異なり 片側2車線で建設されている。 |
| 臼子トンネル                      | うすご                 | 389 m            | 389 m            | 長篠設楽原PA - 岡崎東IC       | 2016年2月13日供用開始 雁峰第一トンネルから観音山トンネルまでは9本連続するため、 入口の長さ表記の右側に「n/9本」と記載されている また、トンネル全てとほとんどの橋は静岡県内の本線と異なり 片側2車線で建設されている。 |
| 稲木トンネル                      | いなぎ                 | 658 m            | 725 m            | 長篠設楽原PA - 岡崎東IC       | 2016年2月13日供用開始 雁峰第一トンネルから観音山トンネルまでは9本連続するため、 入口の長さ表記の右側に「n/9本」と記載されている また、トンネル全てとほとんどの橋は静岡県内の本線と異なり 片側2車線で建設されている。 |
| 東上トンネル                      | とうじょう             | 823 m            | 818 m            | 長篠設楽原PA - 岡崎東IC       | 2016年2月13日供用開始 雁峰第一トンネルから観音山トンネルまでは9本連続するため、 入口の長さ表記の右側に「n/9本」と記載されている また、トンネル全てとほとんどの橋は静岡県内の本線と異なり 片側2車線で建設されている。 |
| 砥鹿トンネル                      | とが                   | 700 m            | 633 m            | 長篠設楽原PA - 岡崎東IC       | 2016年2月13日供用開始 雁峰第一トンネルから観音山トンネルまでは9本連続するため、 入口の長さ表記の右側に「n/9本」と記載されている また、トンネル全てとほとんどの橋は静岡県内の本線と異なり 片側2車線で建設されている。 |
| 本宮山トンネル                    | ほんぐうさん           | 2,043 m          | 2,097 m          | 長篠設楽原PA - 岡崎東IC       | 2016年2月13日供用開始 雁峰第一トンネルから観音山トンネルまでは9本連続するため、 入口の長さ表記の右側に「n/9本」と記載されている また、トンネル全てとほとんどの橋は静岡県内の本線と異なり 片側2車線で建設されている。 |
| 千両トンネル                      | ちぎり                 | 349 m            | 317 m            | 長篠設楽原PA - 岡崎東IC       | 2016年2月13日供用開始 雁峰第一トンネルから観音山トンネルまでは9本連続するため、 入口の長さ表記の右側に「n/9本」と記載されている また、トンネル全てとほとんどの橋は静岡県内の本線と異なり 片側2車線で建設されている。 |
| 新佐奈川橋                        | しんさながわ           | 636 m            | 699 m            | 長篠設楽原PA - 岡崎東IC       | 2016年2月13日供用開始 雁峰第一トンネルから観音山トンネルまでは9本連続するため、 入口の長さ表記の右側に「n/9本」と記載されている また、トンネル全てとほとんどの橋は静岡県内の本線と異なり 片側2車線で建設されている。 |
| 観音山トンネル                    | かんのんやま           | 1,181 m          | 1,189 m          | 長篠設楽原PA - 岡崎東IC       | 2016年2月13日供用開始 雁峰第一トンネルから観音山トンネルまでは9本連続するため、 入口の長さ表記の右側に「n/9本」と記載されている また、トンネル全てとほとんどの橋は静岡県内の本線と異なり 片側2車線で建設されている。 |
| 額堂山トンネル                    | がくどうさん           | 996 m            | 972 m            | 長篠設楽原PA - 岡崎東IC       | 2016年2月13日供用開始 雁峰第一トンネルから観音山トンネルまでは9本連続するため、 入口の長さ表記の右側に「n/9本」と記載されている また、トンネル全てとほとんどの橋は静岡県内の本線と異なり 片側2車線で建設されている。 |
| 額田トンネル                      | ぬかた                 | 1,837 m          | 1,809 m          | 長篠設楽原PA - 岡崎東IC       | 2016年2月13日供用開始 雁峰第一トンネルから観音山トンネルまでは9本連続するため、 入口の長さ表記の右側に「n/9本」と記載されている また、トンネル全てとほとんどの橋は静岡県内の本線と異なり 片側2車線で建設されている。 |
| 生平トンネル                      | おいだいら             | 505 m            | 489 m            | 岡崎東IC - 岡崎SA             | 2016年2月13日供用開始 雁峰第一トンネルから観音山トンネルまでは9本連続するため、 入口の長さ表記の右側に「n/9本」と記載されている また、トンネル全てとほとんどの橋は静岡県内の本線と異なり 片側2車線で建設されている。 |
| 秦梨トンネル                      | はだなし               | 1,121 m          | 1,133 m          | 岡崎東IC - 岡崎SA             | 2016年2月13日供用開始 雁峰第一トンネルから観音山トンネルまでは9本連続するため、 入口の長さ表記の右側に「n/9本」と記載されている また、トンネル全てとほとんどの橋は静岡県内の本線と異なり 片側2車線で建設されている。 |
| 才栗トンネル                      | さいくり               | 463 m            | 478 m            | 岡崎東IC - 岡崎SA             | 2016年2月13日供用開始 雁峰第一トンネルから観音山トンネルまでは9本連続するため、 入口の長さ表記の右側に「n/9本」と記載されている また、トンネル全てとほとんどの橋は静岡県内の本線と異なり 片側2車線で建設されている。 |
| 岩中岩戸トンネル                  | いわなかいわと         | 646 m            | 768 m            | 岡崎東IC - 岡崎SA             | 2016年2月13日供用開始 雁峰第一トンネルから観音山トンネルまでは9本連続するため、 入口の長さ表記の右側に「n/9本」と記載されている また、トンネル全てとほとんどの橋は静岡県内の本線と異なり 片側2車線で建設されている。 |

### 清水連絡路
| トンネル・橋梁名称 | 名称の読み方     | 延長（上り線） | 延長（下り線） | 区間                   | 備考                                          |
| ------------------ | ---------------- | -------------- | -------------- | ---------------------- | --------------------------------------------- |
| 山切第一高架橋     | やまきりだいいち | 717 m          | 709 m          | 清水JCT - 清水いはらIC | 山切1号高架橋として2007年度土木学会田中賞受賞 |

### 引佐連絡路
| トンネル・橋梁名称 | 名称の読み方 | 延長（上り線） | 延長（下り線） | 区間                     | 備考 |
| ------------------ | ------------ | -------------- | -------------- | ------------------------ | ---- |
| 奥山トンネル       | おくやま     | 1,347 m        | 1,528 m        | 浜松いなさIC - 三ヶ日JCT |      |
| 富幕山トンネル     | とんまくやま | 1,550 m        | 1,517 m        | 浜松いなさIC - 三ヶ日JCT |      |

## 高取山トンネル
高取山トンネル(たかとりやまトンネル)は、神奈川県伊勢原市-神奈川県秦野市にある新東名高速道路のトンネルである。
概要
・上り線（東京方面）：長さ3,855m
・下り線（名古屋方面）：長さ3,902m

## やどりき双扇橋
やどりき双扇橋（やどりきそうせんきょう）は、神奈川県足柄上郡松田町寄（やどりき）に架かる新東名高速道路の橋梁である。

### 概要
丹沢山地の鍋割山を源流とする中津川の上空に架かり、仮称は「中津川橋」とされていた。位置は萱沼トンネル（仮称）と高松トンネル（仮称）の間にある。
この地帯は設計当時は見抜けなかった広範囲の断層破砕帯が広がっており、なおかつ急峻な地形もあり高松トンネルとともに屈指の難工事となった。2014年から工事をスタートし、橋梁本体の工事をスタートするまで5年を要している。断層破砕帯が広がっている関係もあり、地震等による変位に粘り強く対応するために「エクストラドーズド」形式を採用した。さらに、広範囲に広がる破砕帯との離隔を確保するために、橋の下部構造を左右で非対称な支間割（橋脚と橋脚の間）で設計しており、さらに生まれた左右の重さのアンバランスを解消するため、側面に「バタフライウェブ」と呼ばれる部材を採用した。「バタフライウェブ」の数や位置を調整することにより、左右のアンバランスを解消し、2面吊りの「エクストラドーズド」と「バタフライウェブ」の併用、さらに大型の「バタフライウェブ」は世界初の構造とされている。
正式名称の命名にあたっては、近隣に存在した松田町立寄中学校が2019年3月で廃校されることになり、松田町とNEXCO中日本はその最後の卒業生に命名を依頼した。卒業生は「エクストラドーズド」の形状を扇に見立て、地名の「やどりき」を合わせて「やどりき双扇橋」と命名し、2025年6月14日の「松田町・寄村合併70周年記念式典」で発表された。

## 新富士川橋
新富士川橋（しんふじがわばし）は新東名高速道路 新富士IC - 新清水IC間にある、日本初の鋼・コンクリート複合アーチ橋。
2004年（平成16年）土木学会田中賞を受賞している。

### 橋梁データ
- 工事名 : 新東名高速道路 新富士川橋
- 事業者 : 旧 日本道路公団（現 中日本高速道路株式会社）
- 位置 : 静岡県富士宮市星山-静岡県富士市木島
- 道路規格 : 道路構造令第1種第1級A規格
- 設計 : 日本道路公団静岡建設局/長大/大成建設・フジタ・ピーエス三菱・共同企業体
- 施工 : 大成建設・フジタ・ピーエス三菱・共同企業体
- 形式 : 鋼・コンクリート複合アーチ橋[25]
- 荷重 : B活荷重
- 橋長[25]
  - 上り線 : 365 m
  - 下り線 : 381 m
- アーチ支間長 : 265 m[25]
- 幅員 : 18.05 m
- 有効幅員 : 16.5 m[25]
- 架設工法 : 送り出し工法
- 着工 : 1999年（平成11年）7月
- 竣工 : 2005年（平成17年）3月
- 供用開始 : 2012年（平成24年）4月14日

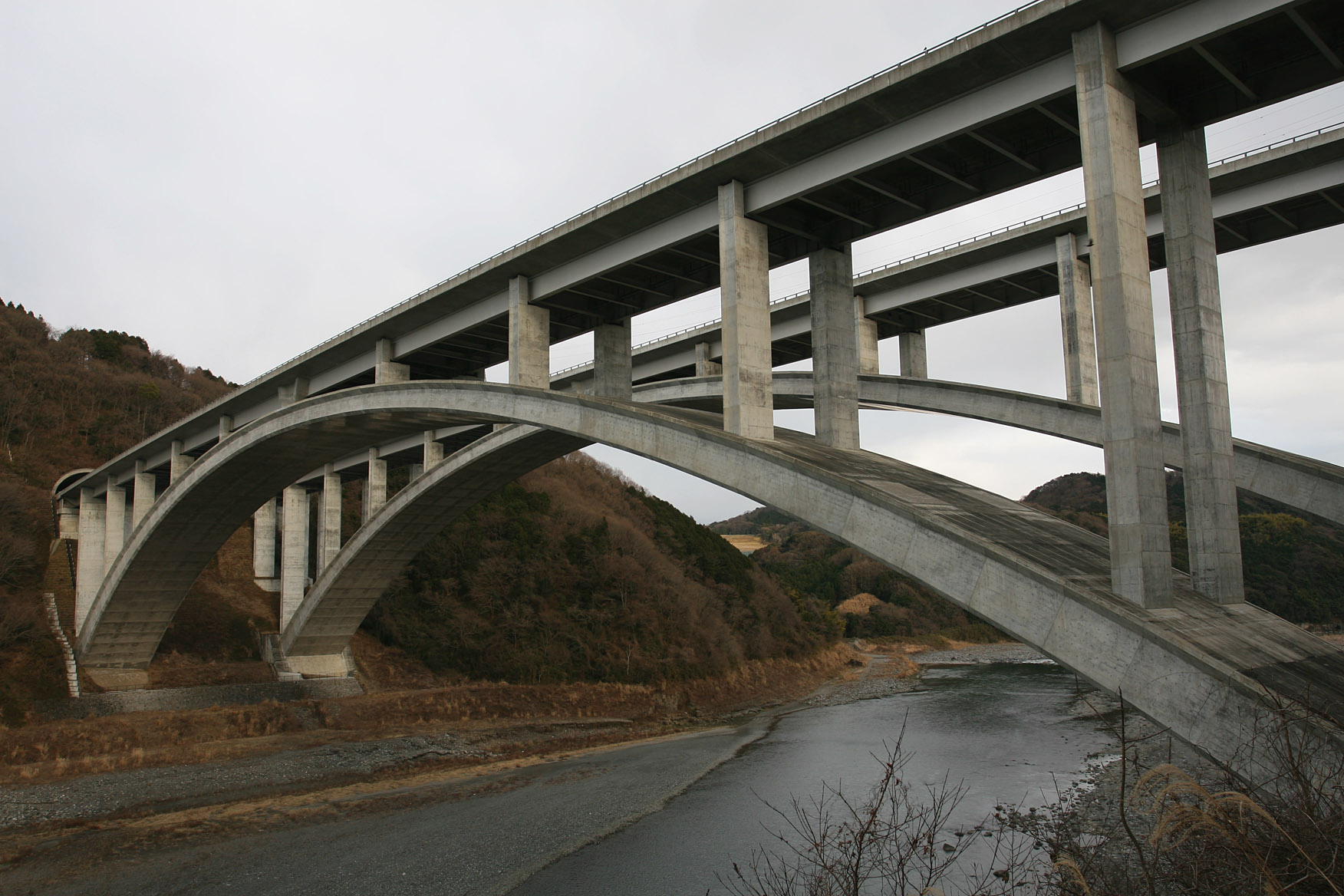
新東名高速道路 新富士川橋（近景）

## 富士川トンネル
富士川トンネル（ふじかわトンネル）は、静岡県富士市 - 静岡県静岡市清水区 - 静岡県富士宮市にある新東名高速道路のトンネルである。

### 概要
- 上り線（東京方面） : 長さ4,503 m
- 下り線（名古屋方面） : 長さ4,428 m

新東名高速道路 新富士IC - 新清水IC間にあり、新東名高速道路の中では2番目に長いトンネルである。
TBM導坑先進拡幅掘削工法で施工され、最大掘削断面は262 m2もの断面積がある。

### 笹子トンネル崩落事故による緊急点検
2012年（平成24年）12月2日午前8時頃に発生した中央道上り線笹子トンネル天井板落下事故を受けて、NEXCO中日本は全国にある笹子トンネルと同型のトンネルすべてを緊急点検すると発表した。富士川トンネルもこれに該当し、3日から順次点検が行われた。

### 歴史
- 2005年（平成17年）3月 : 竣工
- 2012年（平成24年）4月14日 : 供用開始
- 2012年（平成24年）12月3日 : 中央道上り線笹子トンネル天井板落下事故を受けて、天井部分の緊急点検を実施。

## 芝川高架橋
芝川高架橋（しばかわこうかきょう）は、新東名高速道路 新富士IC - 新清水IC間に架かる橋梁である。

### 概要
平均斜度45度の急傾斜地の上空を通過させるために作られた高架橋で、最大橋脚高は83 m。これは、新東名高速道路で最も高い橋脚である。
2003年（平成15年）の土木学会田中賞、2006年（平成18年）の土木学会デザイン賞を受賞した。

### 橋梁データ
- 工事名 : 第二東名高速道路 芝川高架橋
- 事業者 : 旧 日本道路公団（現 中日本高速道路株式会社）
- 位置 : 静岡県富士宮市内房 - 静岡県静岡市清水区宍原
- 道路規格 : 道路構造令第1種第1級A規格
- 設計 : セントラルコンサルタント
- 施工 :
- 形式 
  - 上り線：PC5径間連続箱桁[25]
  - 下り線：2径間連続ラーメンPC箱桁、4径間連続PC箱桁[25]
- 荷重 : B活荷重
- 橋長 [25]
  - 上り線：461 m
  - 下り線：110 m + 278 m
- 支間長 : 68.5 m + 3@108.0 m + 68.5 m
- 幅員 :
- 有効幅員 : 16.5m[25]
- 架設工法 :張出し架設工法[25]
- 着工 :
- 竣工 : 2004年3月
- 供用開始 : 2012年4月14日

## 和田島トンネル
和田島トンネル（わだしまトンネル）は、静岡県静岡市清水区にある新東名高速道路のトンネルである。

### 概要
- 上り線（東京方面） : 長さ1,116 m
- 下り線（名古屋方面） : 長さ1,119 m

新東名高速道路 清水PA - 新清水JCT間にある。テレビドラマ「コード・ブルー -ドクターヘリ緊急救命-」の撮影が行われていた。

### 歴史
- 1996年（平成8年）6月12日 : 上り線TBM発進
- 1997年（平成9年）5月5日 : 上り線TBM貫通
- 2012年（平成24年）4月14日 : 供用開始

## 伊佐布トンネル
伊佐布トンネル（いさぶトンネル）は、静岡県静岡市清水区、葵区にある新東名高速道路のトンネルである。

### 概要
- 上り線（東京方面） : 長さ2,147 m
- 下り線（名古屋方面） : 長さ2,149 m

新東名高速道路 新清水JCT - 新静岡IC間にある。

### 歴史
- 2012年（平成24年）4月14日 : 供用開始

## 内牧高架橋
内牧高架橋（うちまきこうかきょう）は、静岡県静岡市葵区内牧の新東名高速道路に架かる橋梁である。

### 概要
新東名高速道路の新静岡IC - 静岡SA/SIC間にある。
芝川高架橋と同じく「ストラット付PC箱桁」という国内で前例のない構造形式が採用されている。これは、プレキャストPC箱桁の両側に張出床版を現場打ちし、ストラットと呼ばれる斜めの支柱を等間隔に配して支持部材とすることで主桁の断面を小さくすることで、上部構造の軽量化を図り、主桁を載せる橋脚とその基礎のスリム化を目指したものである。2006年度（平成18年度）土木学会田中賞を受賞している。
周囲は静岡茶の茶畑が広がっている所である。

### 橋梁データ
- 工事名 : 第二東名高速道路 内牧高架橋
- 事業者 : 旧・日本道路公団（現・中日本高速道路株式会社）
- 位置 : 静岡県静岡市葵区内牧
- 道路規格 : 道路構造令第1種第1級A規格
- 設計 : 日本構造橋梁研究所
- 施工 : 鹿島・安部日鋼工業・JV
- 形式 : 21径間連続PC箱桁橋[25]
- 荷重 :
- 橋長[25]
  - 上り線 : 1,048 m
  - 下り線 : 1,024 m
- 支間長[25]
  - 上り線 : 42.0 + 8@53.0 + 10@51.5 + 39.0 + 25.0 m
  - 下り線 : 28.0 + 18@51.5 + 41.0 + 25.0 m
- 幅員 : 18.05（3車線）×2
- 有効幅員 : 16.5 m[25]
- 架設工法 : スパイバイスパン工法
- 着工 : 2000年（平成12年）10月
- 竣工 : 2004年（平成16年）1月
- 供用開始 : 2012年（平成24年）4月14日

## 藁科川橋
藁科川橋（わらしながわばし）は新東名高速道路 新静岡IC - 静岡SA/SIC間にある橋梁。
新東名高速道路の下層に市道が併設される二層構造となっている。二層構造を実現するために採用された逆台形型の橋脚が特徴である。広幅員に対応するために長支間のPC床版が計画されたが、現場施工による長支間のPC床版は国内で施工されたことがなかった。このため、FEM解析や実物大の模型を用いた実験を通して検証を行いながら独自の断面形状や設計手法が開発された。2003年（平成15年）に土木学会田中賞を受賞。

### 橋梁データ
- 工事名 : 第二東名高速道路 藁科川橋
- 事業者 : 日本道路公団（現・中日本高速道路株式会社）
- 位置 : 静岡県静岡市葵区谷津 - 静岡県静岡市葵区小瀬戸
- 道路規格 : 道路構造令第1種第1級A規格
- 設計 : 日本構造橋梁研究所・川崎重工業・他数社
- 施工 : 宮地鉄工所・瀧上工業JV・川崎重工業
- 形式 : 鋼2主鈑桁橋・鋼2主開断面箱桁橋
- 荷重 :
- 橋長
  - 上り線 : 1,055 m
  - 下り線 : 813 m
- 支間長 :
- 幅員 :
- 有効幅員 :
- 架設工法 :
- 着工 : 1997年（平成9年）3月
- 竣工 : 2000年（平成12年）3月
- 供用開始 : 2012年（平成24年）4月14日

## 桂島高架橋
桂島高架橋（かつらしまこうかきょう）は、静岡県藤枝市岡部町桂島の新東名高速道路に架かる橋梁である。

### 概要
新東名高速道路 静岡SA/SIC - 藤枝岡部IC間にある。
世界初の「リブ・ストラット付き波形鋼板ウェブ橋」で2005年（平成17年）に土木学会田中賞を受賞している。

### 橋梁データ
- 工事名 : 第二東名高速道路 桂島高架橋
- 事業者 : 旧・日本道路公団（現・中日本高速道路株式会社）
- 位置 : 静岡県藤枝市岡部町桂島
- 道路規格 : 道路構造令第1種第1級A規格
- 設計 :
- 施工 :
- 形式 :PC4径間連続波形鋼板ウェブ箱桁橋 [25]
- 荷重 : B活荷重
- 橋長 : 216 m[25]
- 支間長 : 52.65 + 2 × 54.0 + 52.7 m[25]
- 幅員 : 17.08（3車線）× 2
- 有効幅員 : 16.5 m[25]
- 架設工法 : 反力分散式押出し架設工法[25]
- 着工 :
- 竣工 : 2005年（平成17年）5月
- 供用開始 : 2012年（平成24年）4月14日

## 新大井川橋
新大井川橋（しんおおいがわばし）は、新東名高速道路 藤枝PA-島田金谷IC間にある。仮称は大井川橋。
2009年（平成21年）8月11日に発生した駿河湾地震で東名高速道路の一部区間が通行止になったことから、迂回路の渋滞緩和のために、8月15日午前9時 - 午後4時まで大井川橋の上り線約1.3 kmを緊急供用した。建設中のため、普通車・小型車のみの通行で、制限速度は20 km/hであった。

### 橋梁データ
- 工事名 : 第二東名高速道路 大井川橋
- 事業者 : 旧 日本道路公団（現 中日本高速道路株式会社）
- 位置 : 静岡県島田市相賀 - 静岡県島田市牛尾
- 道路規格 : 道路構造令第1種第1級A規格
- 設計 :
- 施工 :
- 形式 : 鋼6径間連続箱桁橋
- 荷重 : B活荷重
- 橋長 : 703 m
- 最大支間長 : 127 m
- 幅員 : 17.5 m
- 有効幅員 :
- 架設工法 :
- 着工 :
- 竣工 :
- 供用開始 : 2012年（平成24年）4月14日

## 粟ヶ岳トンネル
粟ケ岳トンネル（あわがたけトンネル、英語 : Awagatake Tunnel）は、静岡県島田市から同県掛川市に至る新東名高速道路のトンネルである。開通前の仮称は「金谷トンネル」であった。

### トンネルデータ
- 上り線（東京方面） : 4,522 m
- 下り線（名古屋方面） : 4,662 m

新東名高速道路 島田金谷IC - 掛川PA間の島田市と掛川市の市境にある粟ヶ岳を貫いており、新東名の中で最も長いトンネルである。
上下線別に各3車線分の大断面が掘削され、その掘削量は日本国内で最大級である。また、2007年度（平成19年度）の土木学会技術賞を受賞している。

### 歴史
1999年（平成11年）、トンネルの工事中に出水が発生した。その後、2000年5月に周囲の用水や水道で断水が発生した。地区住民は工事と断水の関係性を日本道路公団に訴え、ついにトンネル内の止水及び、影響を受けた茶園へ引水する補償的措置を受けた。しかし引水設備は十分に機能せず、これが一因となって廃業した農家に対して中日本高速道路は2018年に金銭的な補償を行った。また、付近にある観光名所の「松葉の滝」でも水量減少が目立った。トンネル内の止水などで水量は3割ほど回復したが、地区住民と市は完全回復を要望している。これに対して中日本高速道路は、国の指針などに基づいて経済的な損害が発生していないため「対策できない」としている。
- 1997年（平成9年）3月 : 着工
- 2003年（平成15年）8月26日 : 下り線貫通[35]
- 2007年（平成19年）1月26日 : 上り線貫通[36]
- 2012年（平成24年）4月14日 : 供用開始

## 新天竜川橋
新天竜川橋（しんてんりゅうがわばし）は、新東名高速道路 遠州森町PA - 浜松浜北IC間にある。仮称は天竜川橋。

### 橋梁データ
- 工事名 : 第二東名高速道路 天竜川橋
- 事業者 : 旧・日本道路公団（現・中日本高速道路株式会社）
- 位置 : 静岡県磐田市合代島-静岡県浜松市浜名区中瀬
- 道路規格 : 道路構造令第1種第1級A規格
- 設計 :
- 施工 :
- 形式 : 23径間連続PC箱桁橋
- 荷重 :
- 橋長 : 1,585 m
- 支間長 :
- 幅員 :
- 有効幅員 : 16.5 m
- 架設工法 :
- 着工 : 1996年（平成8年）4月
- 竣工 : 1999年（平成11年）3月
- 供用開始 : 2012年（平成24年）4月14日

## 都田川橋
都田川橋（みやこだがわばし）は、静岡県浜松市浜名区 - 静岡県浜松市浜名区の都田川（二級河川）に架かる橋梁である。

### 概要
新東名高速道路浜松SA - 浜松いなさJCT間にある。
静岡県浜松市浜名区四大地-静岡県浜松市浜名区都田町間に流れる都田川の急峻な渓谷に架けられたPC2径間連続エクストラドーズド橋で、中央に高さ56.4 mの橋脚とその上に繋がる主塔が上下線を挟み込むように3基並び建ち、着色ケーブルを用いた斜材と共に周囲の稜線や深い渓谷に調和したデザインとなっている。
周囲にはままつフルーツパークや滝沢キャンプ場などがあることから、景観へ配慮した地域のランドマークとなるべく設計された。
東海地震の発生が想定される地震防災対策強化地域に立地することから高耐震性も要求され、施工性・経済性等も総合的に考慮して上記の高橋脚と主塔に鋼管およびPC鋼縒り線の螺旋巻きによる鋼管・コンクリート複合構造を採用している。バランスを取って両側平行に張出し架設した張出し長は96.5 mにおよび、PCエクストラドーズド橋としては国内最大となった。2000年度（平成12年度）に土木学会田中賞（作品部門）を受賞している。新東名高速道路の静岡県内の橋梁の中では最初に竣工した。供用開始は御殿場JCT - 浜松いなさJCT間が開通した2012年（平成24年）4月14日であったため、竣工から11年の歳月を経て開通した。

### 橋梁データ
- 工事名 : 第二東名高速道路 都田川橋
- 事業者 : 旧・日本道路公団（現・中日本高速道路株式会社）
- 位置 : 静岡県浜松市浜名区四大地-静岡県浜松市浜名区都田町
- 道路規格 : 道路構造令第1種第1級A規格
- 設計 : 建設技術研究所
- 施工 : 大林組・ピーシー橋梁 JV
- 形式 : PC2径間連続エクストラドーズド橋
- 荷重 :
- 橋長 : 268 m
- 支間長 : 133 m × 2
- 幅員 : 16.5 m（3車線）× 2
- 有効幅員 : 16.5 m
- 架設工法 : 片持架設、固定支保工架設
- 着工 :
- 竣工 : 2001年（平成13年）3月
- 供用開始 : 2012年（平成24年）4月14日

## 山切第一高架橋
山切第一高架橋（やまきりだいいちかきょう）は、静岡県静岡市清水区の新東名高速道路清水連絡路に架かる橋梁である。仮称は山切1号高架橋。

### 概要
新東名高速道路清水連絡路 清水JCT - 清水いはらIC間にある。
2007年度（平成19年度）に山切1号高架橋として土木学会田中賞を受賞している。なお、本橋が立地する場所は連絡路であるため、新東名の本線と比較すると道路規格が低くなっている。

### 橋梁データ
- 工事名 : 第二東名高速道路 山切1号高架橋
- 事業者 : 旧・日本道路公団（現・中日本高速道路株式会社）
- 位置 : 静岡県静岡市清水区山切
- 道路規格 :
- 設計 :
- 施工 :
- 形式 : 15径間連続PC箱桁橋
- 荷重 : B活荷重
- 橋長
  - 上り線 : 717 m
  - 下り線 : 709 m
- 支間長
  - 上り線 : 3@50.0 m + 5@45.0 m + 5@50.0 m + 47.0 m + 45.0 m
  - 下り線 : 3@50.0 m + 5@45.0 m + 5@50.0 m + 2@47.0 m + 45.0 m
- 幅員 :
- 有効幅員 :
- 架設工法 : プレキャストセグメント張出し架設工法
- 着工 : 2003年（平成15年）7月
- 竣工 : 2007年（平成19年）2月
- 供用開始 : 2012年（平成24年）4月14日

## 関連文献
- 酒井修平、太田誠、中積健一、南雲広幸、阿部浩幸「新東名高速道路（引佐JCT～豊田JCT）」『コンクリート工学』第49巻第1号、日本コンクリート工学会、2011年、61-72頁、doi:10.3151/coj.49.1_61。